# Skarbiec wawelski (obrazy Leona Wyczółkowskiego)
Skarbiec wawelski – cykl obrazów Leona Wyczółkowskiego wykonanych w technice pastelu na papierze na tekturze (większość), tekturze, papierze, papierze na płótnie, przedstawiających zabytki skarbca katedry wawelskiej. Powstał w 1907 roku, wtedy też został zaprezentowany na wystawach w Krakowie oraz w Warszawie. Jest to jedyna z serii pastelowych prac tego artysty zachowana w całości do dziś. Cykl powstał z powodu zainteresowania artysty restauracją Wawelu, prowadzoną wówczas przez Zygmunta Hendla i jest swoistą inwentaryzacją wawelskich zabytków (przedstawia relikwiarze i pamiątki po polskich królach i biskupach). Spotkał się z przychylną reakcją zarówno publiczności, jak i krytyków.

## Geneza cyklu

### Przywracanie Wawelowi dawnej funkcji
Zainteresowanie Leona Wyczółkowskiego Wawelem nie było przypadkowe. Ze względu na to, że Polska znajdowała się na początku XX wieku pod zaborami, Polacy pragnęli przywrócenia miejscom szczególnie związanym z ich państwowością (w tym zamkowi wawelskiemu) właściwego im znaczenia. Na Wawelu przez ponad sto lat stacjonowało austriackie wojsko, ale udało się zapobiec przekształceniu katedry w kościół garnizonowy. W latach 80. XIX wieku rozpoczął się proces przywracania wawelskiemu wzgórzu jego dawnej funkcji, zapoczątkowany przez restaurację katedry oraz starania o odzyskanie części świeckich zabudowań wzgórza. Choć zamek miał być przeznaczony na rezydencję cesarską, rozpoczęto proces zwracania Wawelu Polakom, który trwał od 1904 do 1911.

### Projekty polskich artystów związane z Wawelem
W polskim świecie artystycznym tamtych czasów świadomość odzyskania jednego z najważniejszych symboli polskiej państwowości inspirowała twórców do nowych projektów, niekiedy aspirujących do nadania Wawelowi charakteru „narodowego panteonu”, jak w projekcie Akropolis Stanisława Wyspiańskiego i Władysława Ekielskiego (1904–1907) czy Pochodzie na Wawel Wacława Szymanowskiego (1907–1911). Stworzenie cyklu pasteli przez Leona Wyczółkowskiego wpisuje się w te artystyczne tendencje.

### Kraków i Wawel w twórczości Leona Wyczółkowskiego
W latach 90. XIX wieku Leon Wyczółkowski wykonał cykl prac olejnych zatytułowany Sarkofagi. Wiele razy malował również katedrę wawelską i jej zabytki, potem także renesansowe krużganki zamku.
W 1907 podjęto decyzję o restauracji przedmiotów ze skarbca wawelskiego, być może był to jeden z powodów, dla którego cykl powstał właśnie wtedy. W 1900 Leon Wyczółkowski odwiedził wystawę zabytków z epoki jagiellońskiej, zorganizowaną z okazji 500-lecia Uniwersytetu Jagiellońskiego, gdzie prezentowano skarby katedry wawelskiej. Być może również to zachęciło go do podjęcia tego artystycznego tematu.

### Inspiracje wcześniejszymi „artystycznymi dokumentacjami”
Koncepcja „artystycznej inwentaryzacji” była już wcześniej znana w polskiej sztuce. Jako przykład mogą posłużyć Wzory sztuki średniowiecznej i z epoki Odrodzenia po koniec wieku XVII w dawnej Polsce chromolitografowane w Warszawie w latach 1853–1869. Także zabytki wawelskiego skarbca były już inwentaryzowane w sztuce. W 1882 powstały opisy autorstwa księdza Ignacego Polkowskiego Pamiątki narodowe, opatrzone 32 ilustracjami reprodukującymi rysunki Ludwika Łepkowskiego. Ukazano tam najcenniejsze zabytki skarbca, 21 z nich pojawia się również w cyklu Leona Wyczółkowskiego. Jednak pastele Wyczółkowskiego od przedstawień z wcześniejszej inwentaryzacji różnią się tym, że by uwydatnić artystyczny efekt malarz często uwypuklał walory przedmiotów, a proporcje niekiedy nie zgadzają się z rzeczywistymi.

## Przedstawione zabytki
Cykl składa się z 17 pasteli przedstawiających 30 zabytków ze skarbca katedralnego oraz sarkofag św. Stanisława. Do cyklu jest także zaliczany według niektórych źródeł obraz Paliusz.

### Infuła biskupa Strzempińskiego i pastorał biskupa Gembickiego

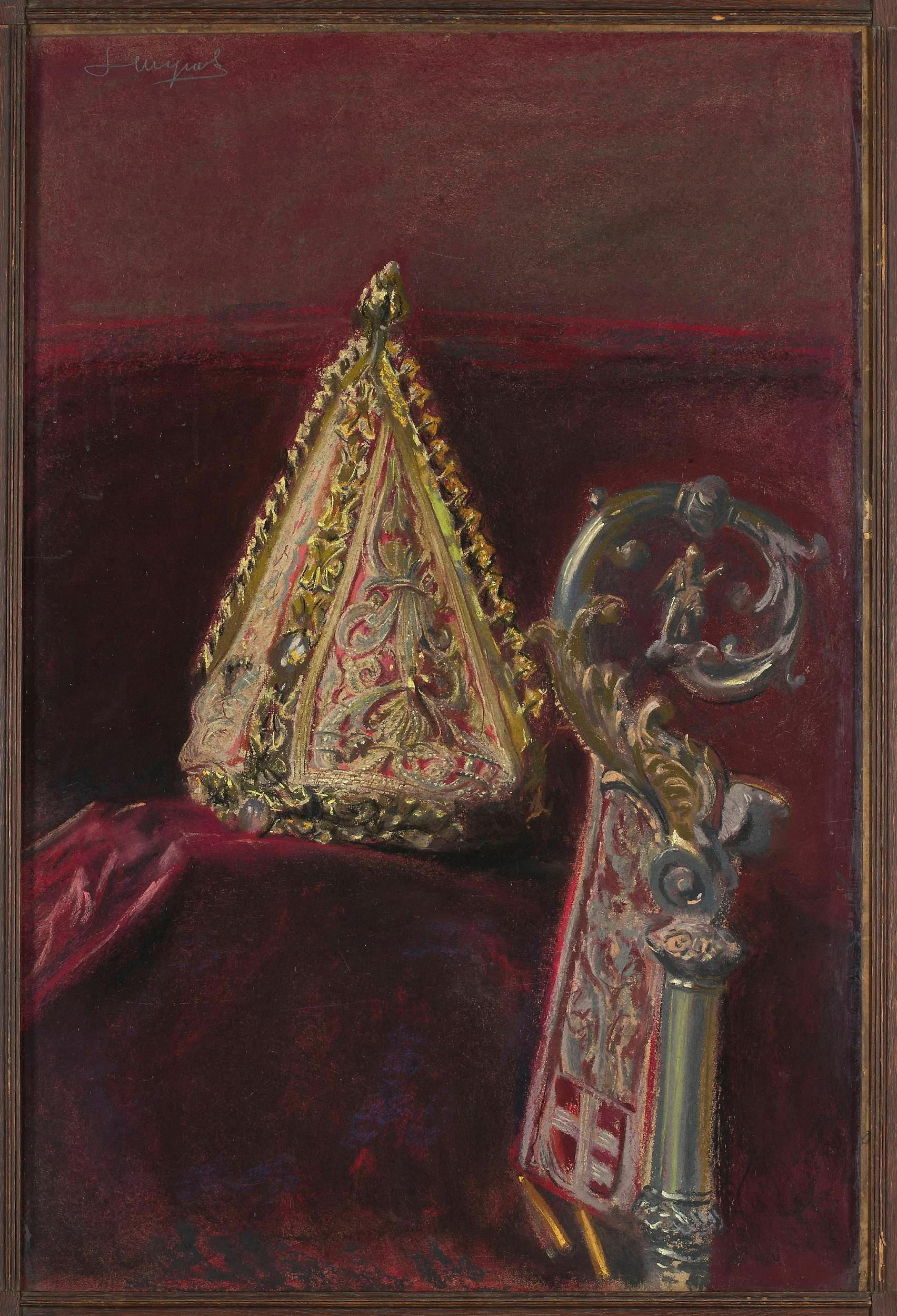
Infuła biskupa Strzempińskiego i pastorał biskupa Gembickiego

Pastel przedstawia dwa obiekty. Pierwszym jest infuła biskupa krakowskiego w latach 1456–1460, Tomasza Strzempińskiego, wykonana w związku z jego ingresem. Pierwotnie haftowana była z pomocą pereł, ujęta w złocone obramienia z żabkami na brzegach i kwiatonem u góry. W XVI wieku dodano do niej hafty i wstęgi. Drugim obiektem przedstawionym na obrazie Wyczółkowskiego jest krzywaśń srebrnego pastorału z figurką św. Piotra, będącego własnością Piotra Gembickiego, biskupa krakowskiego w latach 1642–1657. Mocą jego testamentu przedmiot został przekazany katedrze wawelskiej.
Technika wykonania: pastel na tekturze.
Wymiary: wysokość 88 cm, szerokość 60 cm.
Sygnatura po lewej u góry wykonana ołówkiem: „LWyczół”.

### Kapa koronacyjna króla Michała Korybuta

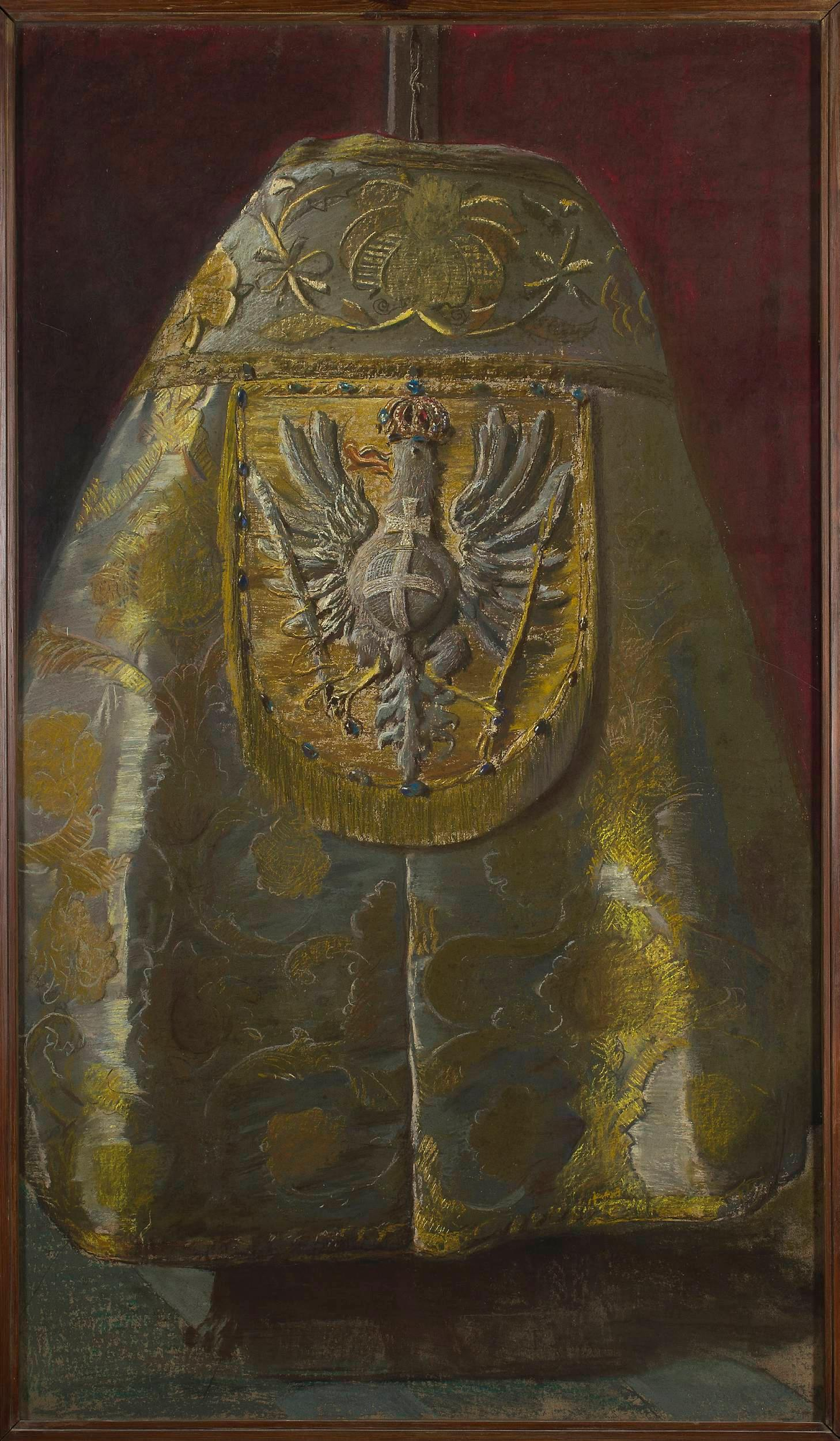
Kapa koronacyjna króla Michała Korybuta

Obraz przedstawia kapę uważaną za najstarszy zachowany strój koronacyjny. Kapa wykonana została w roku 1670, nazywana była od imion właścicieli szat, z których kawałków została wykonana – kapą Andrzeja Trzebickiego lub Michała Korybuta. Złożona jest z kapy biskupa Andrzeja Trzebickiego wykonanej na koronację małżonki królewskiej Eleonory Habsburżanki oraz z kaptura i pasa płaszcza koronacyjnego Michała Korybuta, klamra natomiast pochodzi z kapy ofiarowanej przez biskupa Krzysztofa Jana Szembeka przed 1740 rokiem. Kapa koronacyjna została ofiarowana katedrze wawelskiej przez biskupa Trzebickiego i była używana jedynie podczas najważniejszych uroczystości. Oprócz Wyczółkowskiego strój ten uwiecznił w miedziorycie Aleksander Gorczyc, a kaptur z Orłem ukazany jest w chorągwi w jednym z obrazów Jana Matejki.
W celu lepszego wyeksponowania tej szaty Wyczółkowski zawiesił ją na manekinie. Wyróżniony został kaptur z Orłem Białym, który po raz pierwszy w heraldyce polskiej dzierży wszystkie insygnia władzy królewskiej: koronę na głowie, berło i miecz trzymane w szponach oraz jabłko na piersi. W szacie dominują kolory srebrny i złoty. Delikatne światło wydobywa kapę z ciemnego wnętrza, załamując się na jej fałdach.
Technika wykonania: pastel na papierze na tekturze.
Wymiary: wysokość 168 cm, szerokość 98 cm.
Na odwrocie znajduje się napis wykonany tuszem: „Kapa koronacyjna Michała Korybuta".

### Kielich biskupa Maciejowskiego, tzw. skrzyneczka królowej Jadwigi i pucharek „roboty króla Zygmunta III Wazy”

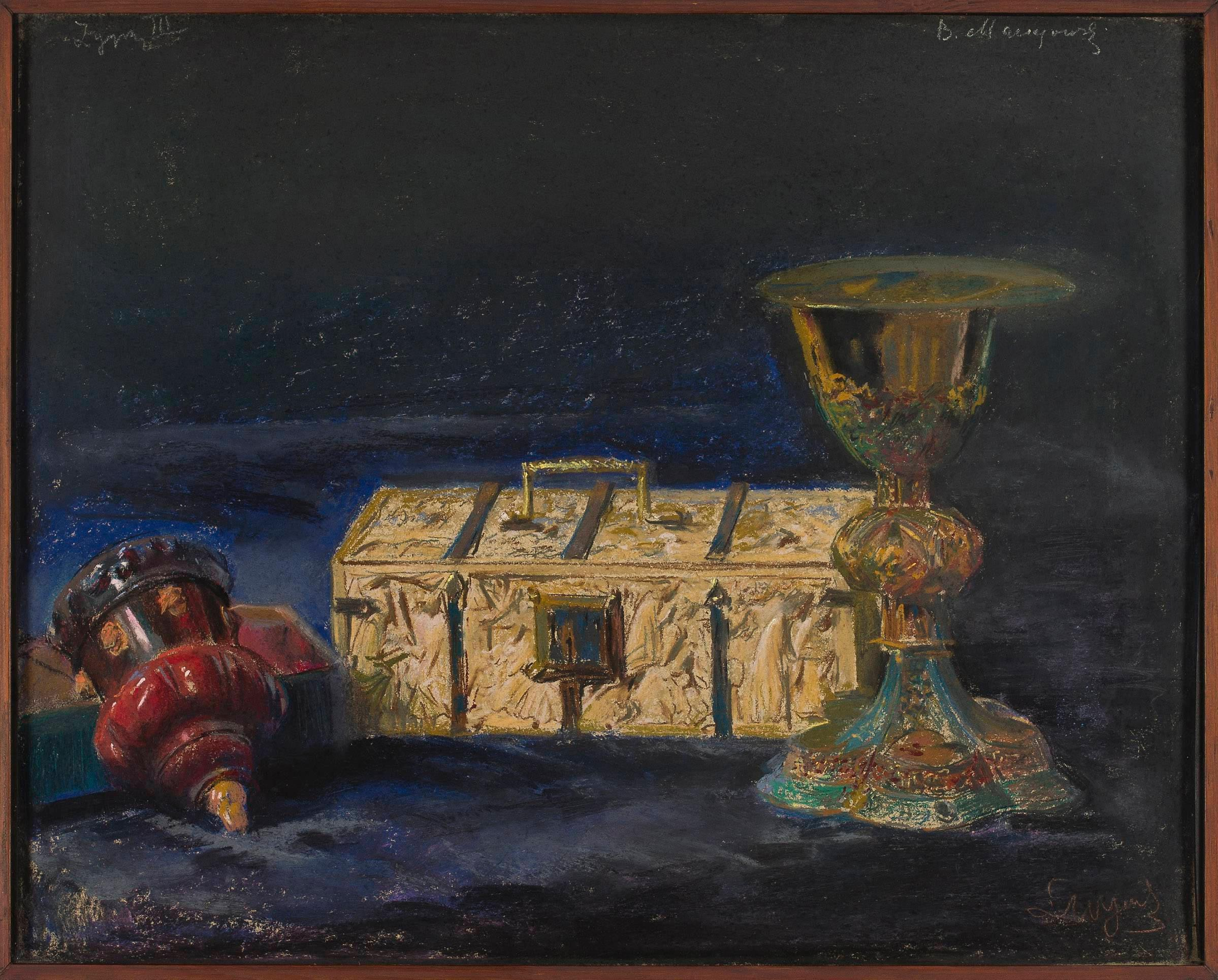
Kielich biskupa Maciejowskiego, tzw. skrzyneczka królowej Jadwigi i pucharek „roboty króla Zygmunta III"

Na obrazie ukazane są kielich, bursztynowy pucharek oraz szkatułka z kości słoniowej, pokazana także na obrazie Racjonał i szkatułka królowej Jadwigi. Kielich przypisywany był mylnie – również przez Wyczółkowskiego – biskupowi Bernardowi Maciejowskiemu, który był propagatorem kultu królowej Jadwigi. Kielich miał zostać wykonany w 1539 przez złotnika Erasmusa Schleupnera pracującego we Wrocławiu, a w 1545 podarowany przez biskupa Samuela Maciejowskiego skarbcowi katedralnemu. Przedmiot jest pozłacany i emaliowany. Po lewej stronie kompozycji Wyczółkowski umieścił bursztynowy pucharek z początku XVII wieku. Kolekcjonerzy działający w XIX wieku łączyli ten pucharek z postacią Zygmunta III Wazy, który zajmował się złotnictwem i malarstwem – przypisywano mu wykonanie tego przedmiotu. W środku obrazu Wyczółkowski namalował skrzyneczkę królowej Jadwigi, którą uwiecznił również w innym obrazie z tego cyklu – Racjonał i szkatułka królowej Jadwigi.
Technika wykonania: pastel na papierze na tekturze.
Wymiary: wysokość 51,5 cm, szerokość 64 cm.
Sygnatura po prawej u dołu: „LWyczół".
U góry kompozycji znajdują się napisy: po lewej „Zygm III", po prawej: „B. Maciejowski".

### Kielich biskupa Padniewskiego

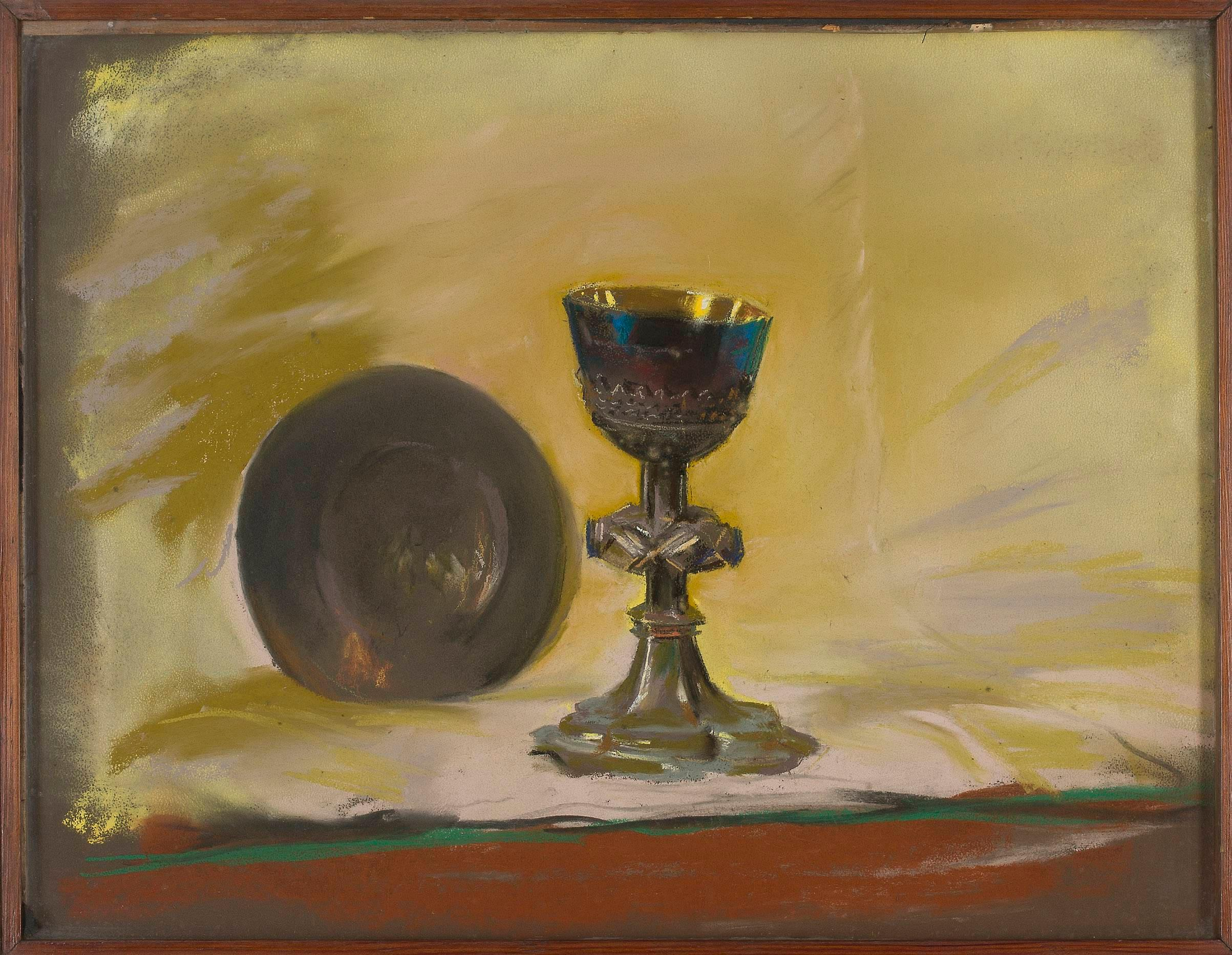
Kielich biskupa Padniewskiego

Leon Wyczółkowski ukazał na obrazie kielich Filipa Padniewskiego, biskupa krakowskiego w latach 1562–1572. Zgodnie ze swoją wolą, biskup został pochowany z tym kielichem w rękach jako symbolem „najwyższej kapłańskiej godności" zamiast tradycyjnego krzyża. Kielich został wydobyty z grobu biskupa i od 1881 roku znajduje się w skarbcu katedralnym na Wawelu. Artysta stworzył kompozycję z tego przedmiotu oraz niezidentyfikowanej pateny, ukazując je na biało-zielonym tle, będącym prawdopodobnie udrapowaną tkaniną.
Technika wykonania: pastel na papierze na tekturze.
Wymiary: wysokość 42,5 cm, szerokość 55,5 cm.

### Kielich „roboty króla Zygmunta III” (Kielich króla Zygmunta III)

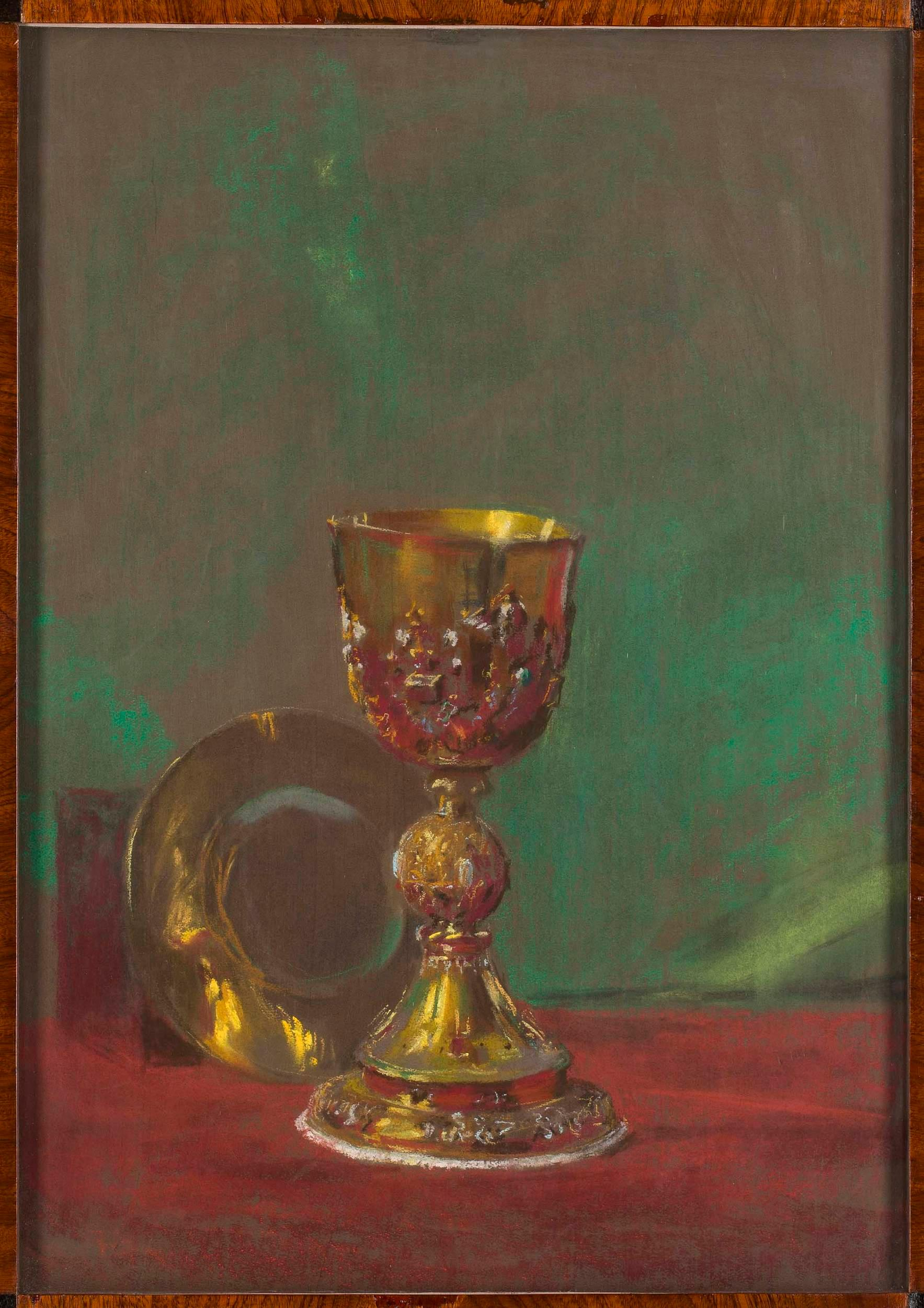
Kielich „roboty króla Zygmunta III"

Kielich ten ma być dziełem króla Zygmunta III, który zajmował się złotnictwem. Ksiądz Ignacy Polkowski w swoim opisie tego obiektu wspomina o tym, że „kielich ten ofiarował kościołowi katedralnemu Zygmunt III dnia 28 maja 1609, gdy z Krakowa do Wilna wyjeżdżał". Leon Wyczółkowski stworzył kompozycję z kielicha i pateny ustawionych na szkarłatnym materiale, co kontrastuje z tłem koloru zielonego.
Technika wykonania: pastel na papierze na tekturze.
Wymiary: wysokość 57 cm, szerokość 40 cm.

### Krzyż z diademów książęcych, skrzyneczka zwana saraceńsko-sycylijską i tzw. szklanica św. Jadwigi Śląskiej (Krzyż króla Kazimierza Jagiellończyka)

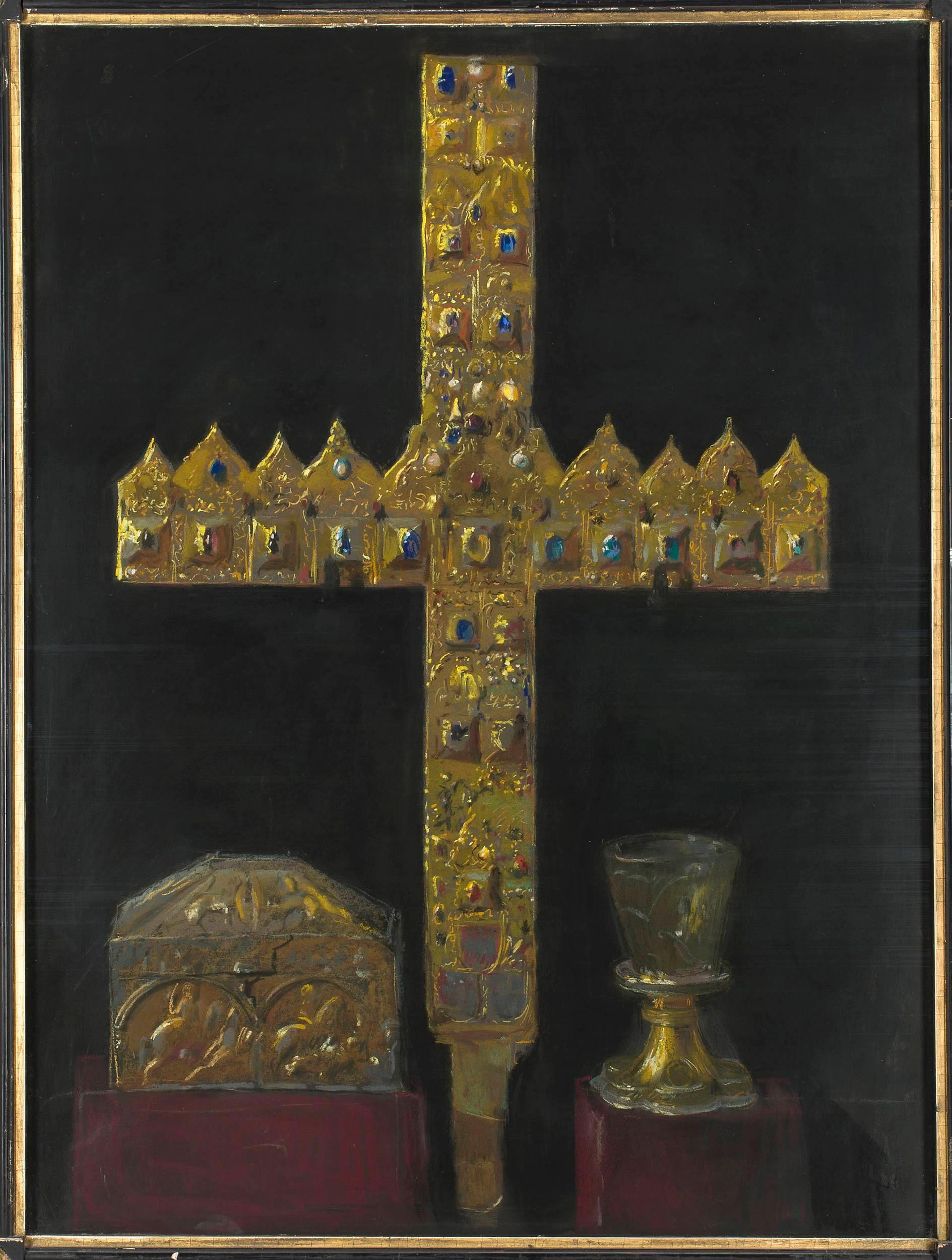
Krzyż z diademów książęcych, skrzyneczka zwana saraceńsko-sycylijską i tzw. szklanica św. Jadwigi Śląskiej

Krzyż przedstawiony na obrazie został wykonany z dwóch XIII-wiecznych diademów książęcych dekorowanych kamieniami szlachetnymi. Herby umieszczone u dołu krzyża to Orzeł króla Kazimierza Jagiellończyka, Półkozic biskupa Jana Rzeszowskiego oraz Trzy Korony kapituły krakowskiej. Po lewej stronie krzyża Wyczółkowski ukazał skrzyneczkę zwaną saraceńsko-sycylijską, zdobioną na ściankach scenami walk i wizerunkami fantastycznych zwierząt. Według opisów księdza Polkowskiego z 1882 roku przedmiot ten miał znajdować się w skarbcu już w 1110 roku. Wiadomo, że jest to obiekt srebrny, pozłacany, prawdopodobnie XII-wieczny, wykonany na Bliskim Wschodzie lub na Sycylii. Po prawej stronie kompozycji Wyczółkowski przedstawił kielich, tzw. szklanicę św. Jadwigi Śląskiej, pochodzący prawdopodobnie z Bizancjum lub Bliskiego Wschodu, z XII wieku. Ozdobiony jest on rytowaną dekoracją. Umieszczony został na sześciolistnej stopie wykonanej w XV wieku. Podstawa ta ozdobiona jest rytowaną dekoracją oraz dwoma medalionami pokrytymi emalią. Ksiądz Polkowski w swoim opisie tego obiektu wskazywał na „cudowne łaski Boże” spływające na ludzi pijących z tej szklanicy.
Technika wykonania: pastel na papierze na tekturze.
Wymiary: wysokość 106 cm, szerokość 79 cm.

### Miecz koronacyjny, włócznia św. Maurycego i miecz Zygmunta Augusta

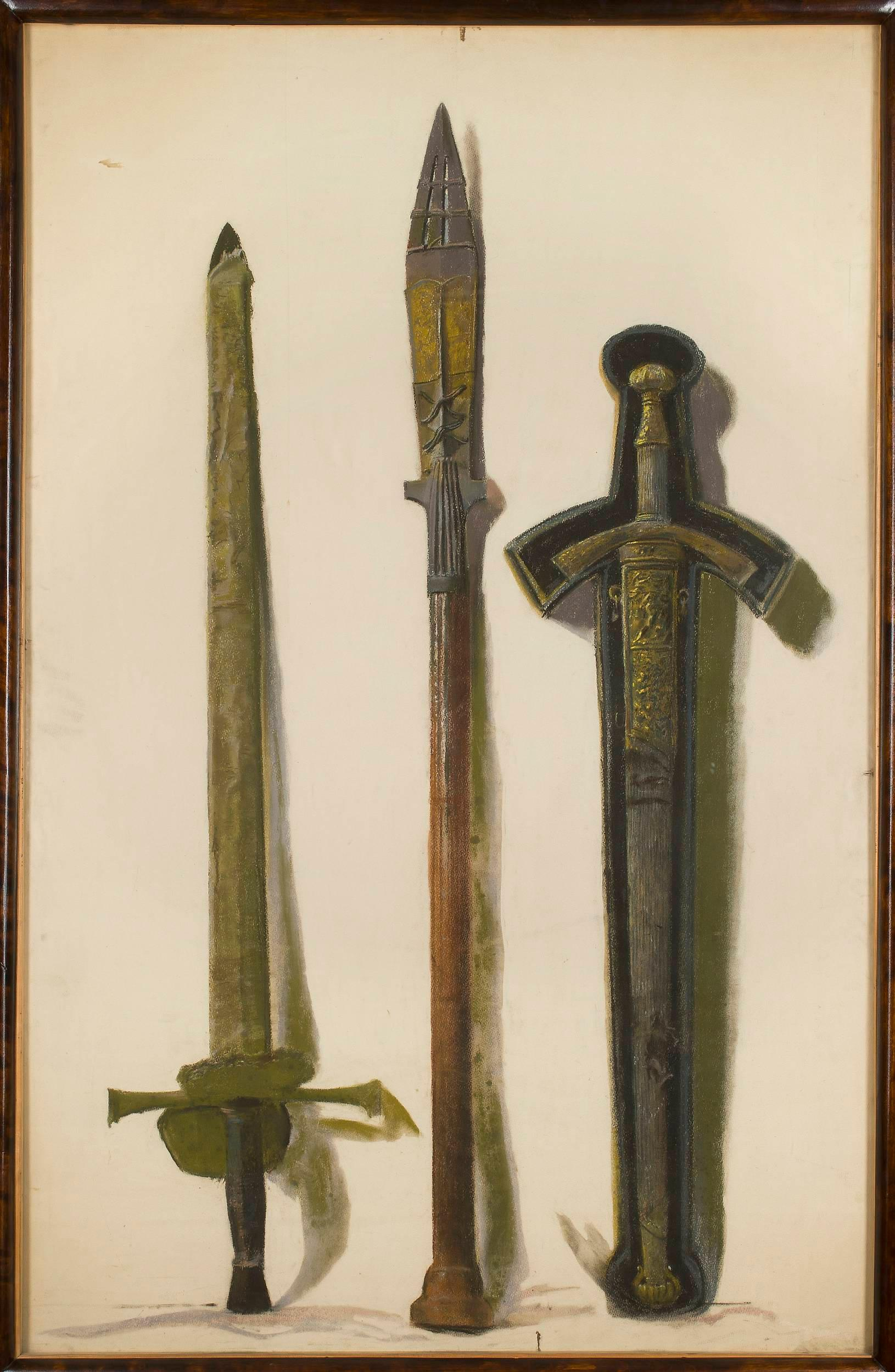
Miecz koronacyjny Augusta III, włócznia św. Maurycego i miecz Zygmunta Augusta

Leon Wyczółkowski w tym obrazie zaniechał jakiejkolwiek aranżacji insygniów, uważanych za narodowe relikwie. Widoczne są jedynie obiekty na jasnym, neutralnym tle w świetle dziennym oraz ich cienie. Sprawia to, że widz zwraca uwagę wyłącznie na obiekty, a nie na tło kompozycji i inne szczegóły. Uwypukla to także symbolikę tych przedmiotów. Mimo to, malarz nie użył artystycznej ekspresji i nie dodał blasku insygniom, starając się oddać je jak najdokładniej.
Włócznia św. Maurycego (Włócznia z Gwoździem z Krzyża Pańskiego) była uważana za insygnium o sakralnej mocy. Była symbolem władzy królów i cesarzy rzymskich. Jej kopia, wykonana w Niemczech lub we Włoszech, przedstawiona pośrodku kompozycji została ofiarowana Bolesławowi Chrobremu jako dowód uznania jego suwerenności przez Ottona III podczas zjazdu gnieźnieńskiego w roku 1000. Od tej pory traktowana była przez władców Polski jako świadectwo świętego depozytu władzy. Włócznię tę wiele razy malował na swoich obrazach Jan Matejko.
Miecz koronacyjny, ukazany po lewej stronie kompozycji, wykuty został w Polsce lub Saksonii około 1730. W 1734 koronowano nim Augusta III Sasa, ponieważ Szczerbiec został wówczas ukryty przez zwolenników Stanisława Leszczyńskiego. Został przedstawiony przez Jana Matejkę na obrazie Unia lubelska (1869); zawarcie unii lubelskiej miało miejsce w 1569, co świadczy o błędnych interpretacjach zawiłej historii miecza koronacyjnego.  
Miecz przedstawiony po prawej stronie kompozycji to oręż Zygmunta Augusta, złamany po jego śmierci. Jest swoistym symbolem końca jagiellońskiej epoki w historii Polski. Został wykonany ze srebra, odlany w Norymberdze w 1540 roku przez Melchiora Baiera Starszego. W 1831 roku został wydobyty z grobu króla i siedem lat później zaopatrzony w futerał, w którym przedstawiony jest na obrazie Wyczółkowskiego. Ksiądz Polkowski w swoim opisie z 1882 błędnie podał, że miecz ten „poświęcony był przez papieża Pawła III” i wręczony Zygmuntowi Augustowi, by ten był „obrońcą wiary chrześcijańskiej".
Technika wykonania: pastel na papierze na tekturze.
Wymiary: wysokość 149 cm, szerokość 96,5 cm.

### Misa i dzban służące do liturgii Wielkiego Czwartku (Misa złota i kubek Krzysztofa Chodkiewicza)

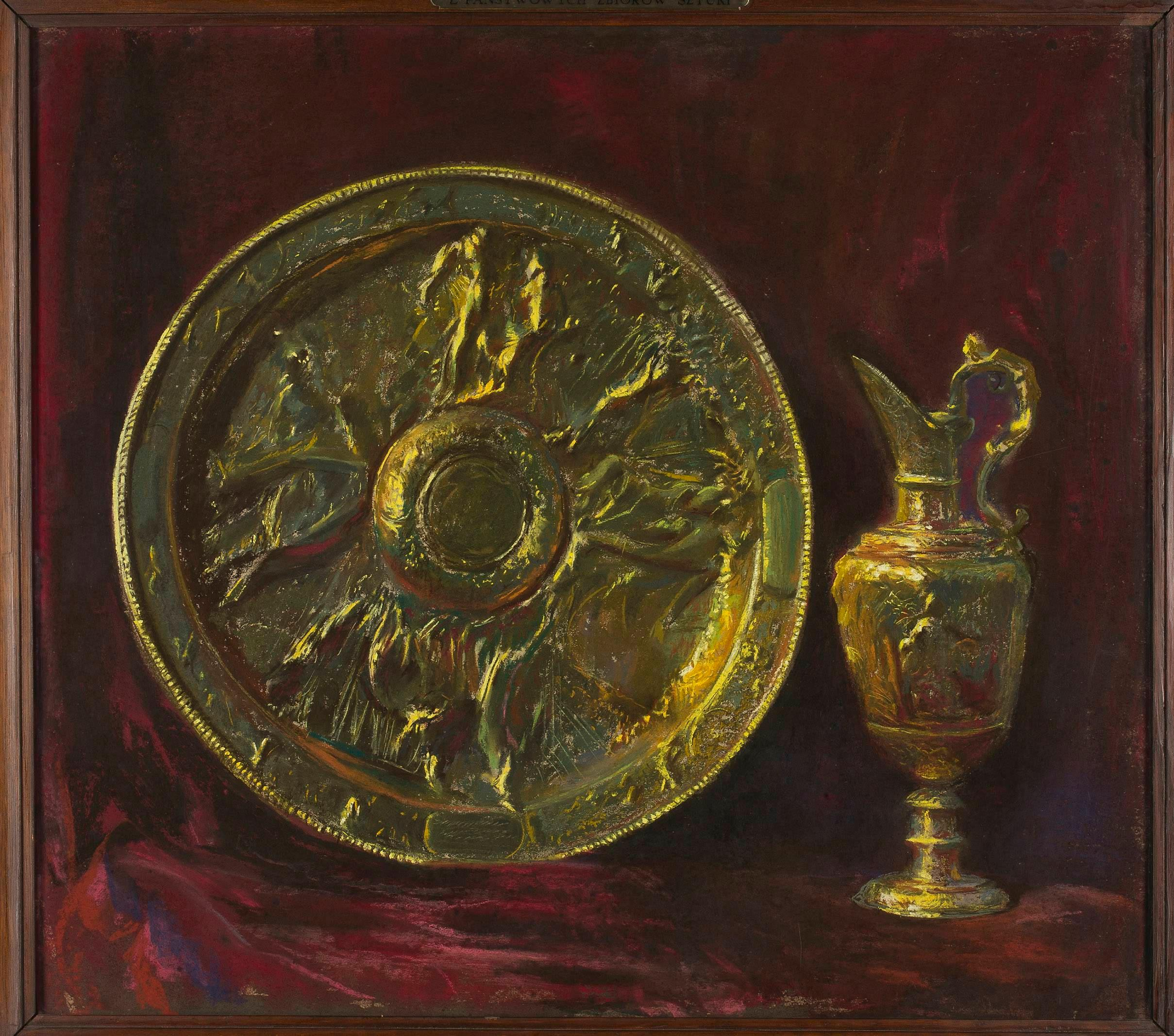
Misa i dzban służące do liturgii Wielkiego Czwartku

Obraz przedstawia XVII-wieczne, pochodzące z południowych Niemiec lub Niderlandów misę i dzban służące do obmywania nóg w liturgii Wielkiego Czwartku. Obiekty znajdują się w skarbcu od 1766, podarowane przez Franciszka Potkańskiego, sufragana krakowskiego. Misę dekorują sceny wykonane przez Jana i Raphaela Sadelerów według rysunków Hansa von Aachen, oparte na graficznym cyklu Quatuor Europae Nationes, dedykowanym Abrahamowi Orteliusowi, twórcy nowożytnej kartografii. Cykl ukazuje alegorie Italii (Wenus i Apollo), Hiszpanii (Junona i Mars), Germanii (Ceres i Bachus) oraz Francji (Minerwa i Merkury). Dzban natomiast ozdabiają personifikacje czterech żywiołów wykonane według miedziorytów Adriaena Collaerta. Te dwa przedmioty stanowią swoistą całość, miały bowiem niegdyś należeć do rodziny Chodkiewiczów, o czym świadczyć ma wygrawerowana tarcza z herbami Kościesza, Pogoń, Czetwertyński i Trąby, oraz głoskami K-CH. K. W. M. K. S., które odnosić się mogą do kasztelana Krzysztofa Chodkiewicza, od 1643 wojewody wileńskiego.
Pastel wyróżnia się z całego cyklu efektownością kolorów. Plusz w kolorze amarantowym, złote przedmioty i cienie z elementami koloru kobaltu kontrastują ze sobą, dając niezwykłe efekty barwne.
Technika wykonania: pastel na papierze.
Wymiary: wysokość 79 cm, szerokość 89 cm.

### Ornat fundacji Piotra Kmity Starszego

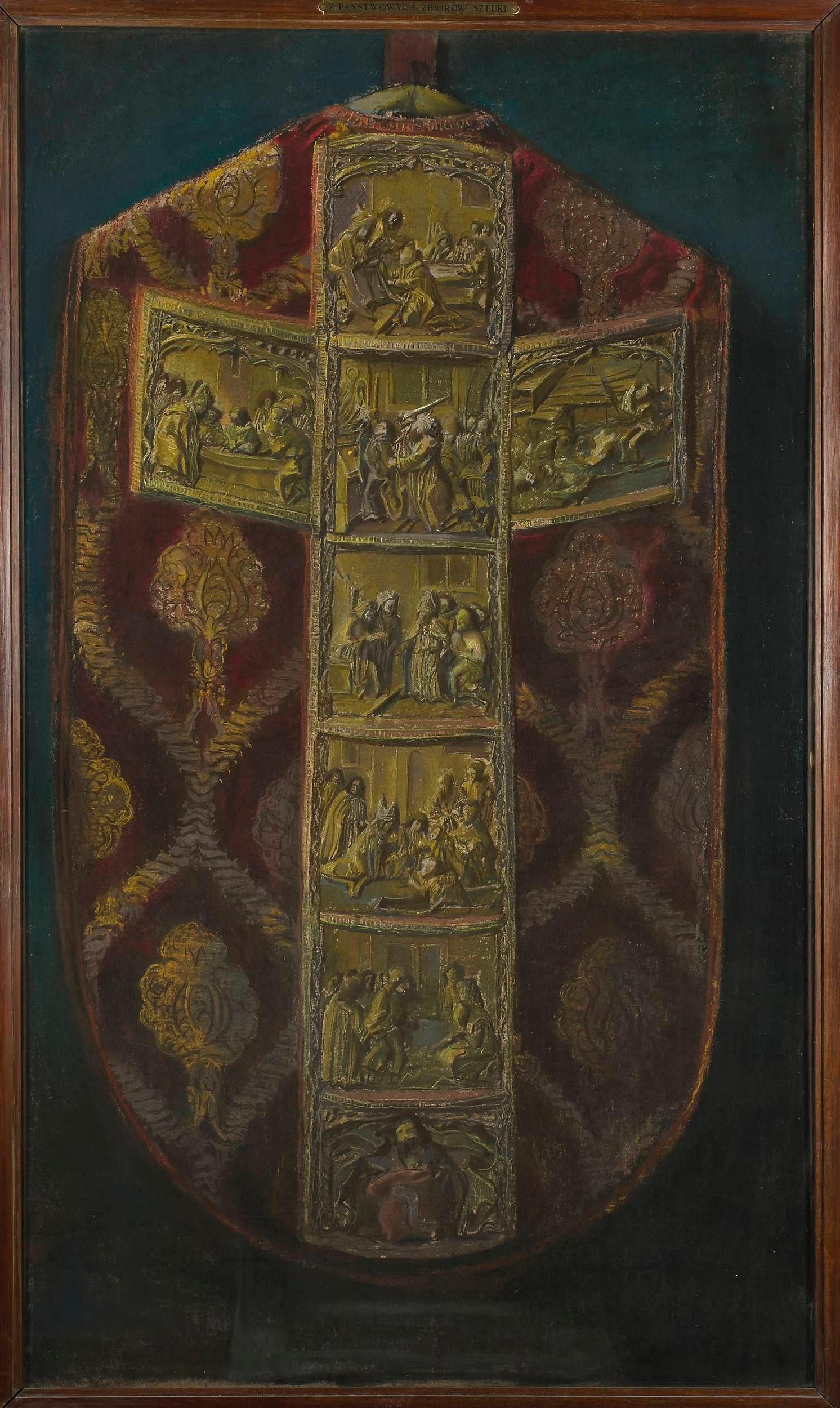
Ornat fundacji Piotra Kmity

Dzieło Wyczółkowskiego przedstawia późnogotycki ornat, na który obecnie składają się preteksta z pierwotnego ornatu powstałego w latach 1501–1505 naszyta w II połowie XVI wieku na tkaninę altenbasową. Preteksta zawiera kwaterę z herbem fundatora, Piotra Kmity, oraz sceny z życia św. Stanisława: Kupno wsi, Wskrzeszenie Piotrowina, Świadczenie Piotrowina przed królem, Męczeństwo św. Stanisława, Rozsiekanie ciała biskupa, Pogrzeb, Kanonizacja w Asyżu. Wykonana została z jedwabnych nici różnych kolorów oraz drobnych pereł. Przedstawiony obiekt wypełnia całe pole obrazu. Obraz, uważany przez Wyczółkowskiego za „najlepiej wypracowany", utracił jednak swój pierwotny blask. Stał się ciemniejszy wskutek działania wilgoci oraz przechowywania w nieodpowiedniej oprawie.
Technika wykonania: pastel na papierze na tekturze.
Wymiary: wysokość 168 cm, szerokość 98 cm.
Na odwrocie dzieła znajduje się napis wykonany tuszem: „Ornat Kmity” oraz szkic wnętrza renesansowego wykonany ołówkiem.

### Racjonał i szkatułka królowej Jadwigi

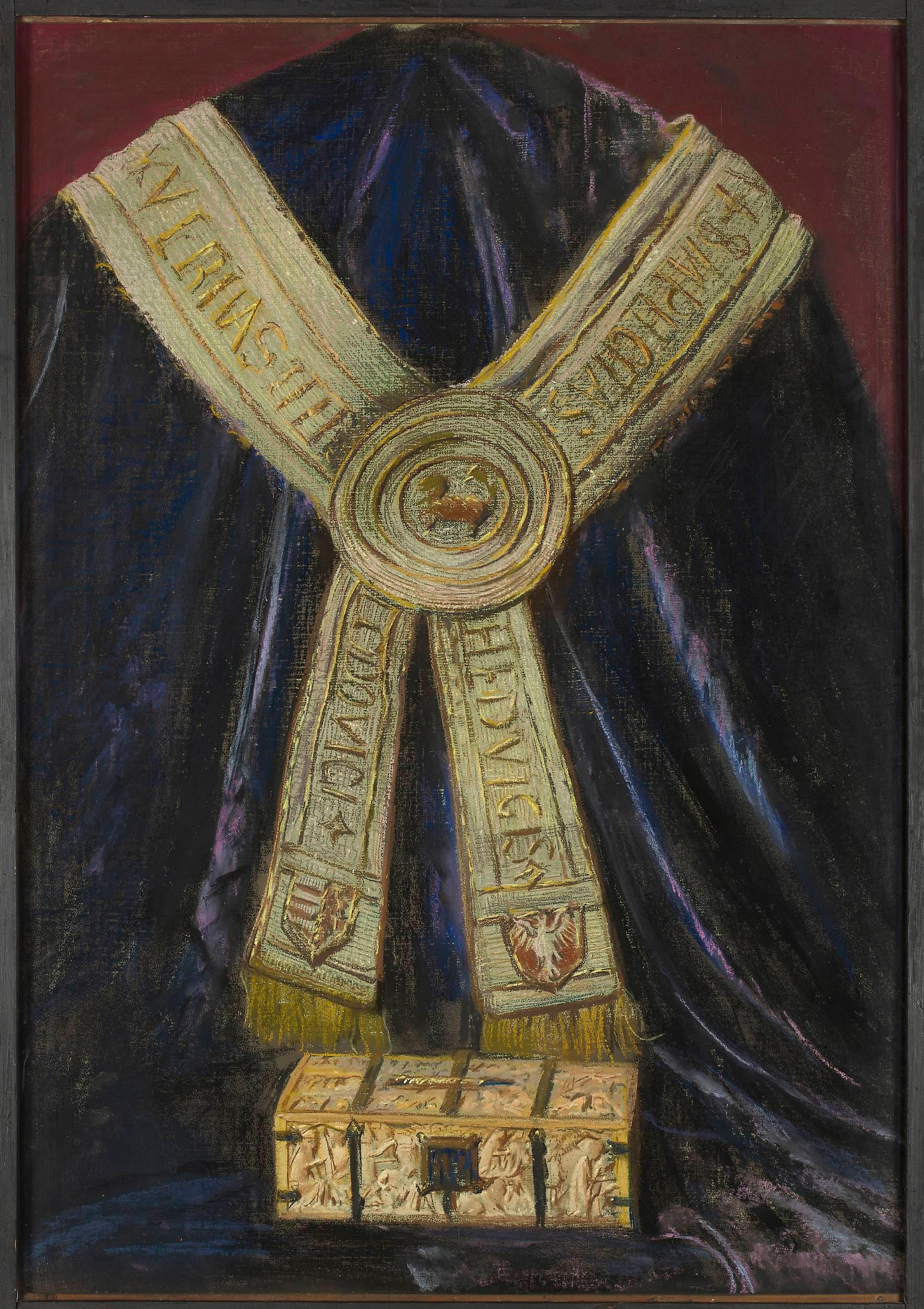
Racjonał i szkatułka królowej Jadwigi

Jedno z licznych dzieł Wyczółkowskiego związanych z królową Jadwigą. Racjonał z daru królowej Jadwigi został wyhaftowany w latach ok. 1384–1386 z pomocą jedwabnych i złotych nici i przy użyciu setek drobnych perełek. Umieszczony na nim został również herb Andegawenów, herb Królestwa Polskiego i wizerunek Baranka Bożego. W inwentarzu z 1563 (przed odnowieniem obiektu) zamieszczono informację o napisie, jaki był wyhaftowany na racjonale: „Doctrina veritas et prudens simplicitas regina Hedvigis filia regis Ludovici". Przed Wyczółkowskim obiekt ten ukazywany był w malarstwie przez Jana Matejkę i Antoniego Piotrowskiego.
Drugi obiekt przedstawiony na obrazie, płaskorzeźbiona szkatułka wykonana z kości słoniowej i zdobiona scenkami z romansów średniowiecznych kojarzona jest z podróżą młodej królowej. Wykonana została w I połowie XIV wieku. Pochodzi prawdopodobnie z Francji. Pierwotne skrzyneczka miała służyć przechowywaniu relikwii różnych świętych.
Obiekty pokazane na obrazie zostały wyeksponowane poprzez kontrastowe tło aksamitnej, szafirowej tkaniny, udrapowanej na swoistym manekinie. Rozwieszony na nim racjonał pokazuje sposób noszenia tego paramentu.
Technika wykonania: pastel na papierze na tekturze.
Wymiary: wysokość 99 cm, szerokość 70 cm.

### Relikwiarz fundacji króla Zygmunta I (Relikwiarz króla Zygmunta I)

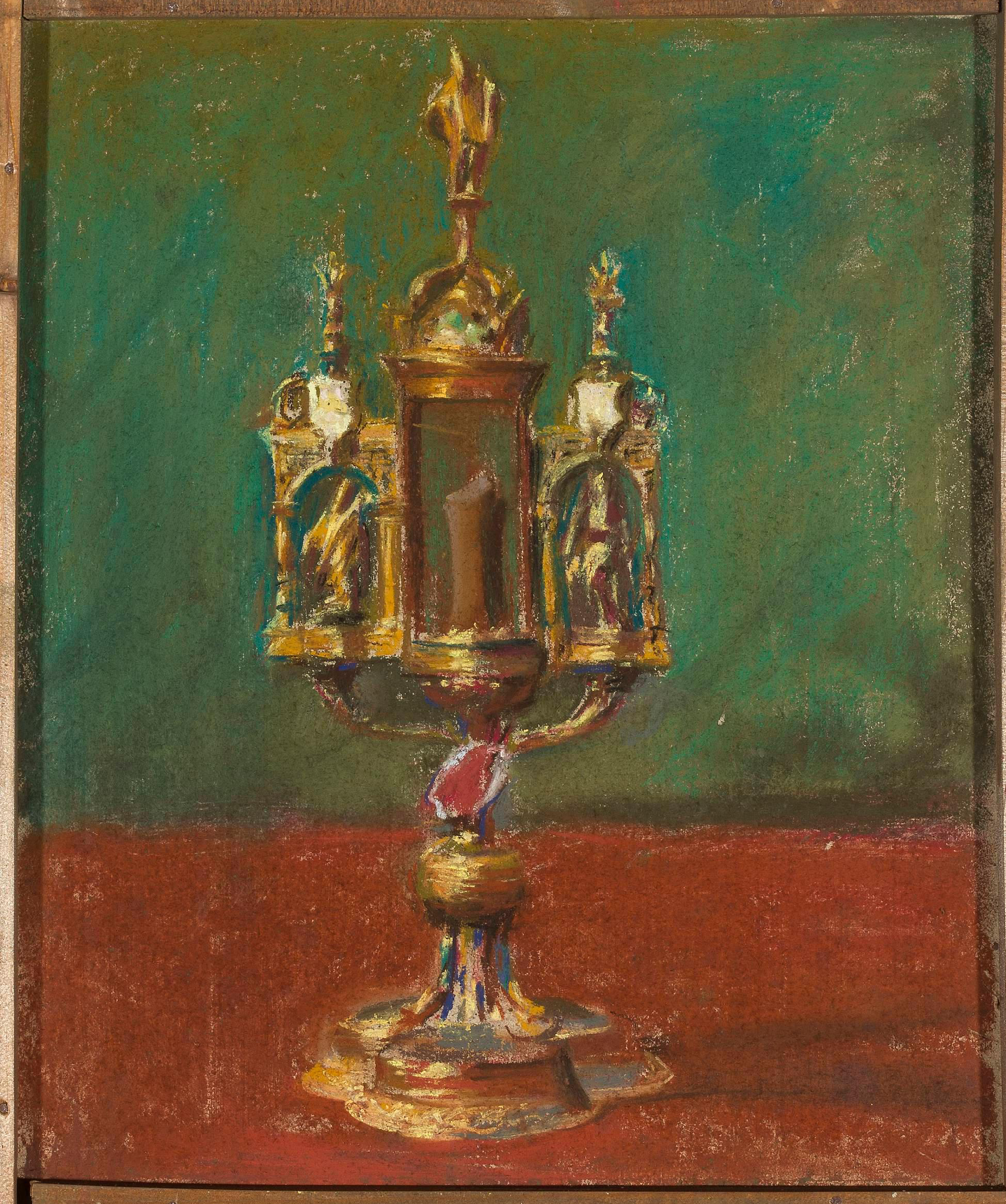
Relikwiarz fundacji króla Zygmunta I

Pastel przedstawia wykonany w 1533 roku w Norymberdze relikwiarz na szczątki św. Zygmunta, powstały z fundacji króla Zygmunta I i ofiarowany przez niego do kaplicy zygmuntowskiej. W skarbcu katedralnym znajduje się od 1783 roku. Obiekt ozdobiony jest tarczami z herbami Królestwa Polskiego i Sforzów, a także trzema figurami świętych: Stanisława, Wacława i Zygmunta.
Technika wykonania: pastel na tekturze.
Wymiary: wysokość 38,5 cm, szerokość 31 cm.

### Relikwiarze na głowę i rękę św. Stanisława (Puszka św. Stanisława)

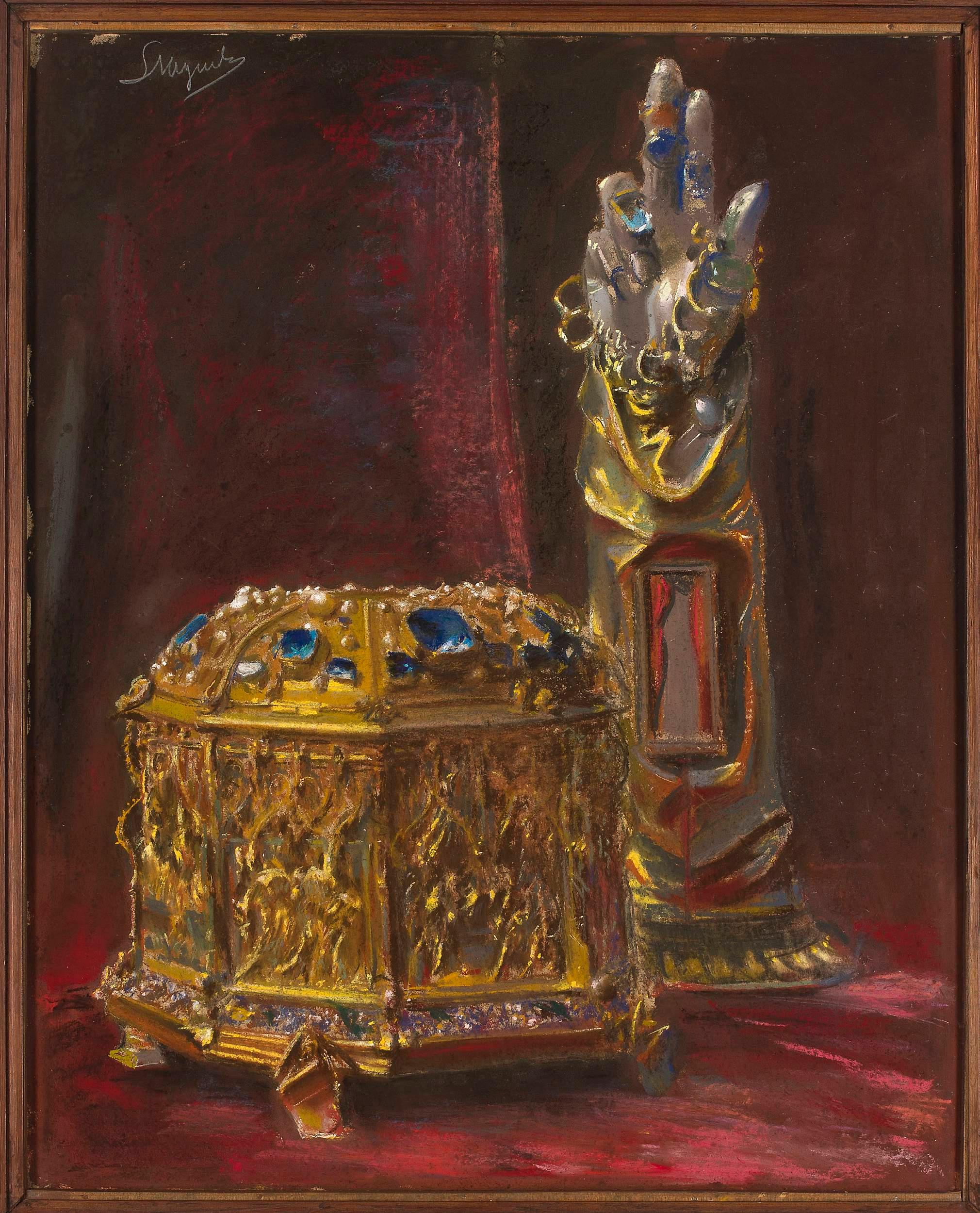
Relikwiarze na głowę i rękę św. Stanisława

Leon Wyczółkowski zdecydował się na pokazanie relikwiarzy na głowę i rękę św. Stanisława na tle ciemnego, drapowanego materiału. Obiekt po lewej, czyli puszka na głowę świętego to ośmioboczna skrzynka przykryta spłaszczoną kopułą. Z wierzchu znajduje się maswerkowo-pinaklowa dekoracja, a pod nią – sceny z życia świętego: Kupno wsi, Wskrzeszenie Piotrowina, Świadczenie przed królem, Zabójstwo świętego, Rozsiekanie zwłok, Orły strzeżące zwłok świętego, Pogrzeb i kanonizacja w Asyżu. Puszka jest podtrzymywana na barkach przez cztery anioły trzymające herby Polski i Litwy, kardynała Fryderyka oraz królowej Elżbiety (Habsburgów). Według księdza Polkowskiego puszka ta jest najcenniejszą pamiątką w wawelskim skarbcu. Wyczółkowski umieścił ją na pierwszym planie kompozycji, ustawiając ją w mocnym świetle, by wydobyć misternie wykonane sceny z życia świętego oraz blask szafirów i pereł. Obok ośmiobocznego relikwiarza, w dalszym planie Leon Wyczółkowski ukazał relikwiarz w kształcie ręki na kość z ramienia św. Stanisława. Według opisu księdza Polkowskiego, relikwiarz ten jest w całości srebrny, a pozłacany w całości z wyjątkiem palców.
Technika wykonania: pastel na papierze na tekturze.
Wymiary: wysokość 72 cm, szerokość 58 cm.
Sygnatura po lewej u góry, wykonana ołówkiem: „LWyczół”.

### Relikwiarz św. Floriana (Puszka św. Floriana)

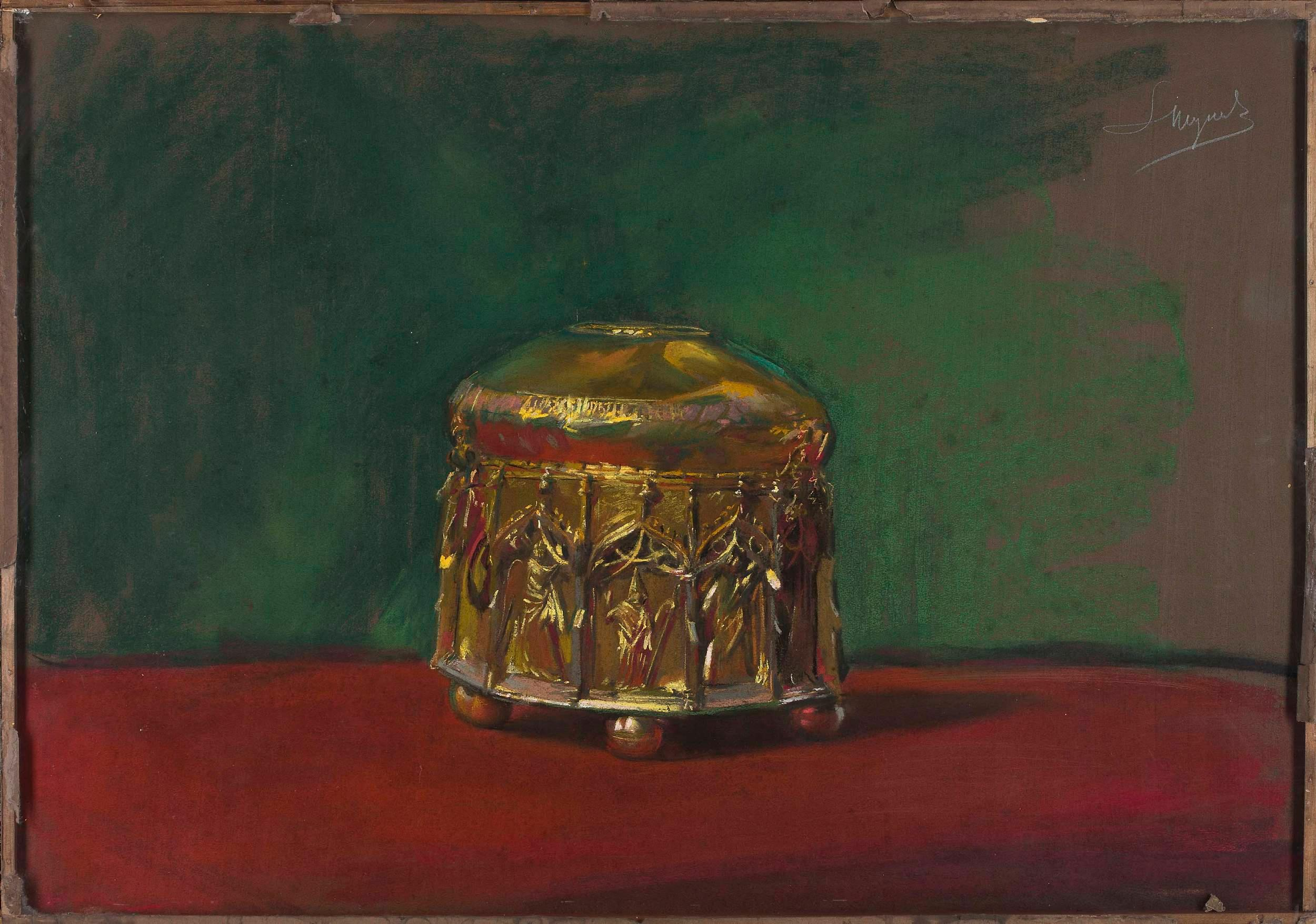
Relikwiarz św. Floriana

Relikwiarz ten powstał w 1424 roku z fundacji czwartej żony króla Władysława Jagiełły, Zofii Holszańskiej. Początkowo miał być przeznaczony na relikwie głowy św. Stanisława, później przechowywano w nim relikwie św. Urszuli, aż do XVII wieku, gdy umieszczono w nim czaszkę św. Floriana. Ścianki puszki posiadają dwanaście nisz ozdobionych wizerunkami biskupów i aniołów w strojach pontyfikalnych. Leon Wyczółkowski w tym dziele zdecydował się na ukazanie tylko jednego obiektu, wydobywając w pełni ich formę i blask za pomocą odpowiedniego tła i punktowego oświetlenia.
Technika wykonania: pastel na papierze na tekturze.
Wymiary: wysokość 56 cm szerokość 80 cm.
Sygnatura po prawej u góry, wykonana ołówkiem: „LWyczół”.

### Relikwiarz z gwoździem Krzyża Świętego

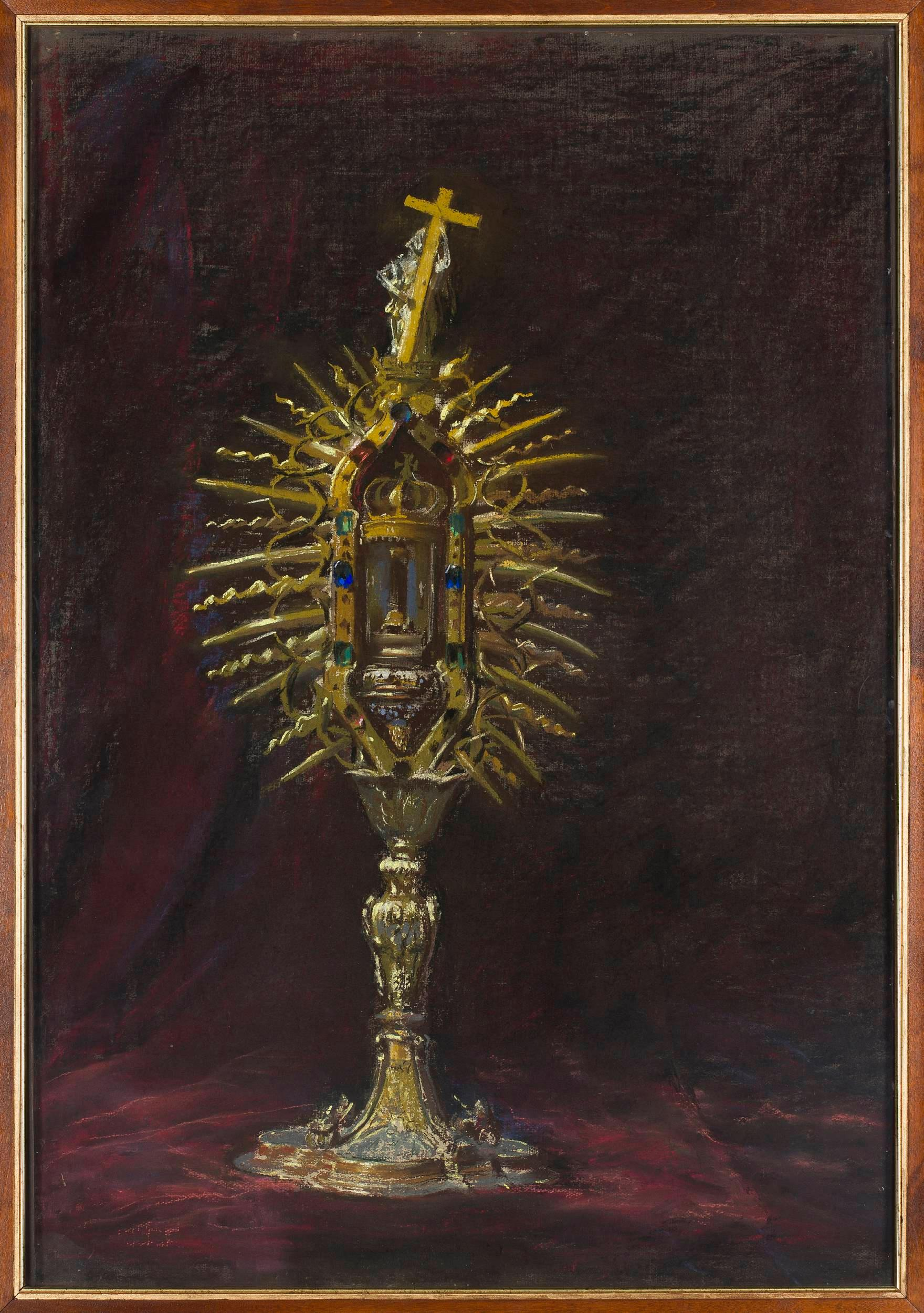
Relikwiarz z gwoździem Krzyża Świętego

Tło kompozycji jest szkarłatne, aksamitne. Na pierwszym planie znajduje się relikwiarz w kształcie monstrancji, służący do przechowywania gwoździa Krzyża Świętego. Ozdobami tego pozłacanego relikwiarza są cztery medaliony na stopie, przedstawiające sceny Męki Pańskiej oraz kamienie szlachetne. Miał on zostać wykonany na polecenie kardynała Zbigniewa Oleśnickiego i kapituły katedralnej krakowskiej. Sama relikwia jest darem papieża Marcina V z 1425 roku.
Technika wykonania: pastel na papierze na tekturze.
Wymiary: wysokość 99 cm, szerokość 70 cm.

### Sarkofag św. Stanisława Biskupa (Sarkofag św. Stanisława w katedrze wawelskiej)

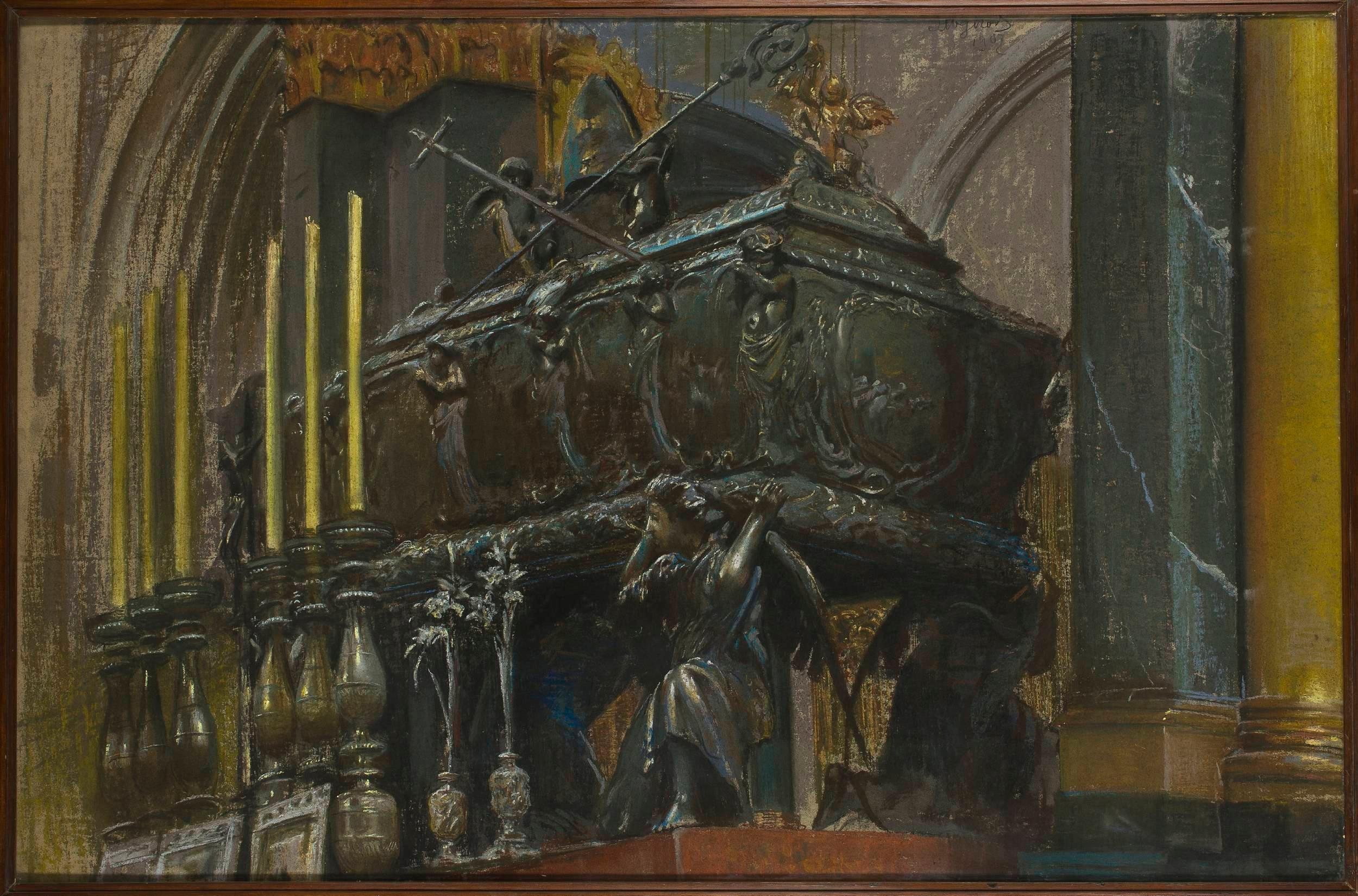
Sarkofag św. Stanisława

Obraz przedstawia umieszczoną w centrum wawelskiej katedry na trumnę-relikwiarz ze szczątkami św. Stanisława. Jest to jedyne dzieło w cyklu nieprzedstawiające zabytku ze skarbca katedralnego. Wykonana ona została w latach 1669–1670 z użyciem srebra zapisanego w testamencie przez biskupa Piotra Gembickiego. Trumna i aniołowie na niej są dziełem gdańskiego złotnika Petera von der Rennena, a dwanaście medalionów z hagiograficznymi scenami z życia św. Stanisława wykonał pracujący w Augsburgu Jakob Jäger.
Wyczółkowski ujął sarkofag pod kątem, tak, jak mogłaby patrzeć na niego osoba zwiedzająca katedrę. Artysta oddał bliki świetlne, które nadają trumnie wyjątkową plastyczność. Umiejętnie posłużył się cieniem, wykonał go tak, by nadać kompozycji głębię. Po prawej stronie możemy zauważyć fragment kolumny, komponujący się z rzędem świec w barokowych lichtarzach i równoważący całość obrazu.
Technika wykonania: pastel na papierze na tekturze.
Wymiary: wysokość 101 cm, szerokość 150 cm.
Sygnatura u góry pośrodku: „LWyczół 1907”.

### Velum królowej Jadwigi

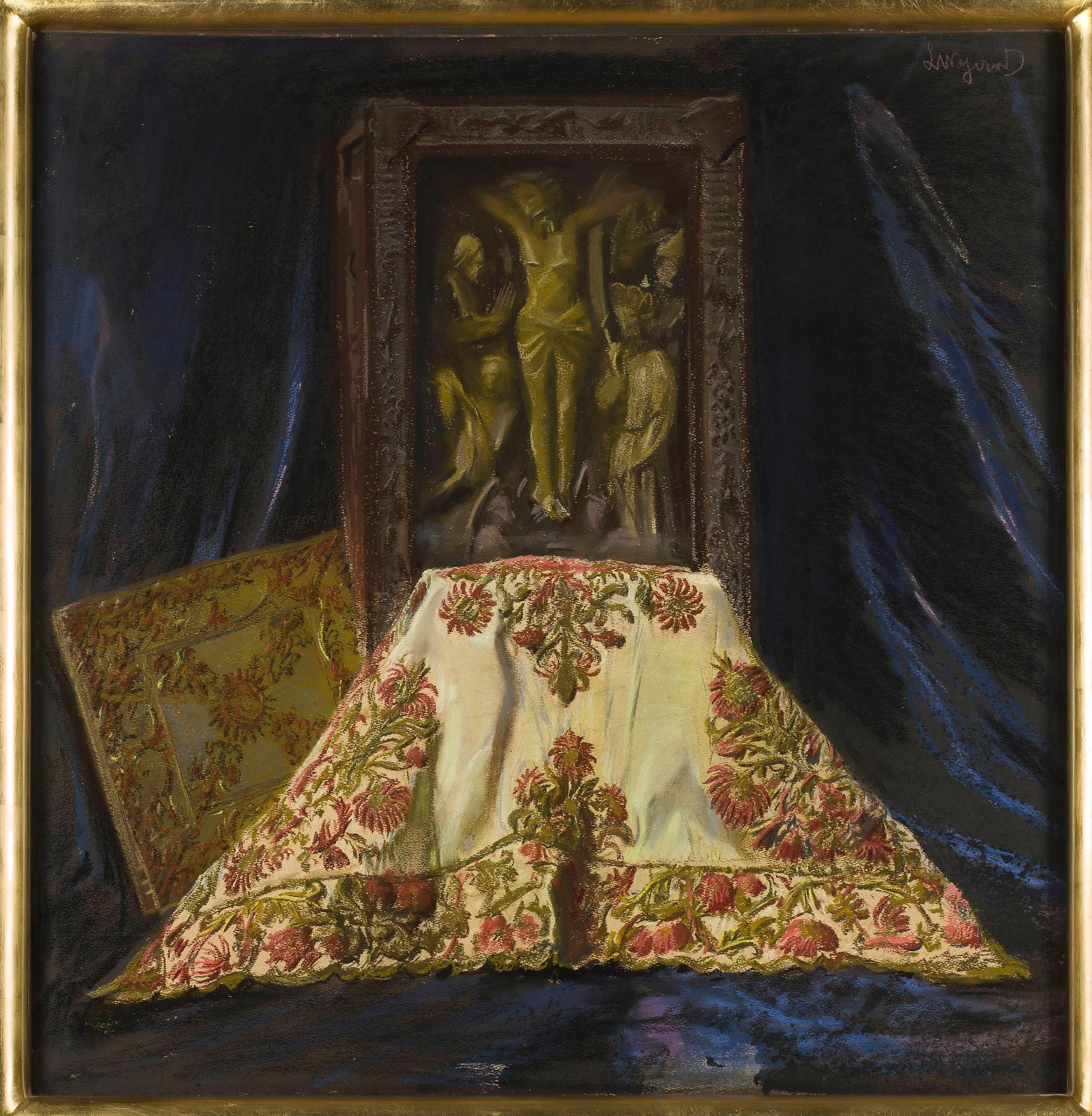
Velum królowej Jadwigi

Na obrazie ukazane jest velum (tkanina służąca do ujmowania monstrancji), pochodzące prawdopodobnie z XVII wieku, ozdobione delikatnym motywem kwiatowym, wyszywanym na jedwabiu za pomocą korali. W tle Wyczółkowski umieścił płaskorzeźbę Ukrzyżowania wykonaną z alabastru, pochodzącą z II ćwierci XV wieku z Anglii. Płaskorzeźba ta stanowiła być może pierwotne wyposażenie zamku na Wawelu. Została podarowana katedrze przez dziekana kapituły katedralnej w Kielcach Walentyna Witkowskiego w 1895 roku. Po lewej stronie kompozycji widać gremiał – chustę przeznaczoną do rozłożenia na kolanach kapłana odprawiającego nabożeństwo. Przedmiot ten być może stanowi komplet z ornatem kardynała Jana Aleksandra Lipskiego z II ćwierci XVIII wieku.
Technika wykonania: pastel na papierze na płótnie.
Wymiary: wysokość 87 cm, szerokość 85 cm.
Sygnatura po prawej u góry: „LWyczół”.

### Złota Róża

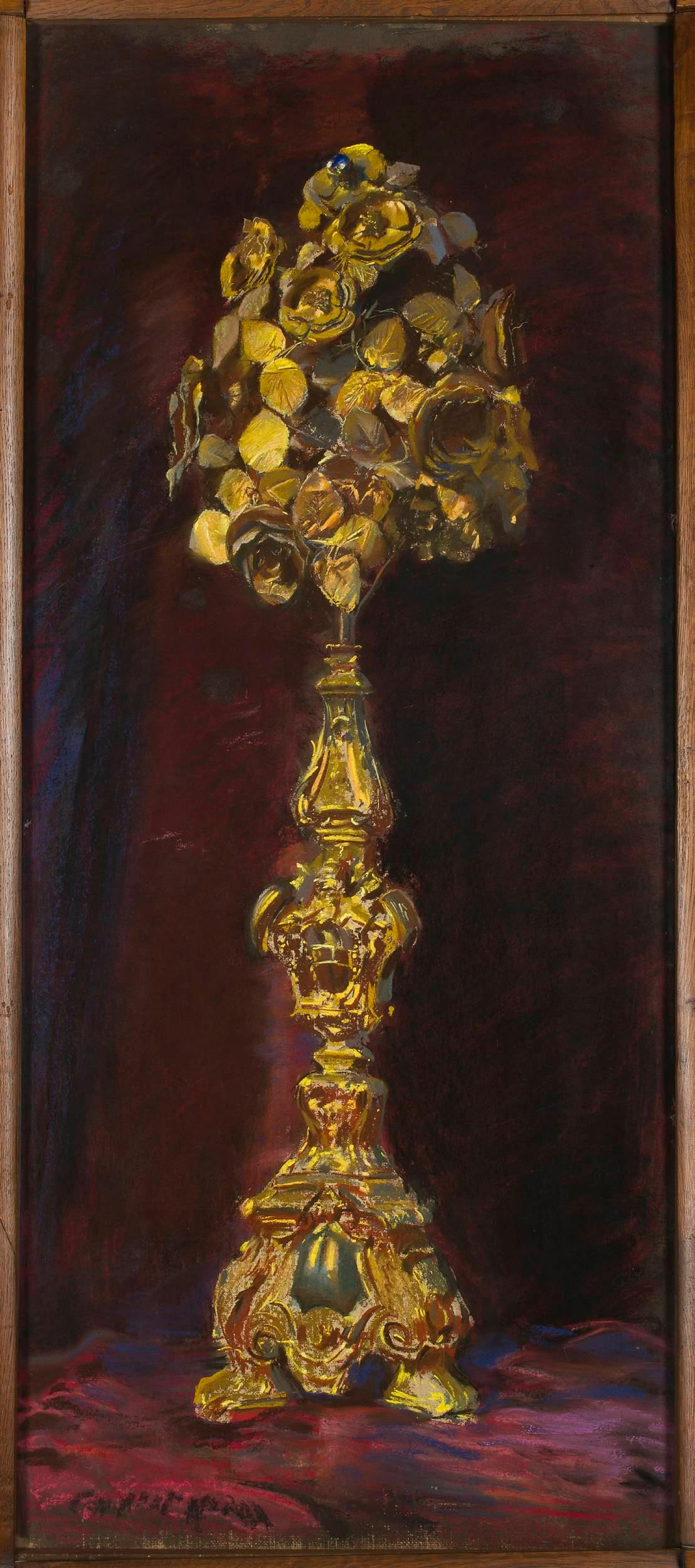
Złota Róża

Obraz przedstawia papieską złotą różę, ofiarowaną testamentem z 1757 roku przez królową Marię Józefę, żonę Augusta III, córkę cesarza Józefa I jako wotum dla św. Stanisława. Ten złotniczy wyrób został podarowany królowej przez papieża Klemensa XII w 1736 roku w dowód uznania jej poparcia dla katolickiego obozu na protestanckim dworze w Dreźnie. Dopiero w 1801 roku wnuk Marii Józefy, książę Fryderyk August wypełnił jej wolę i przekazał złotą różę jako dar do grobu św. Stanisława. Odtąd przedmiot znajduje się w katedralnym skarbcu. Złota róża Marii Józefy została wykonana przez złotników papieskich, przedstawia gałązkę, a na niej trzynaście kwiatów róży z szafirem u góry najwyższej z nich, osadzoną w bogatym, trójkątnym cokole oraz 151 listków. Jej symbolika jest bardzo bogata – złoto oznacza majestat Chrystusa, najwyższa róża ma odniesienie do Męki Pańskiej, dwanaście pozostałych ma przypominać o dwunastu apostołach otaczających Chrystusa, a trójkątny kształt cokołu odnosi się do Trójcy Świętej.
Złota róża Marii Józefy przedstawiana była w polskiej sztuce już wcześniej, na zaginionym dziś obrazie Jana Matejki. Leon Wyczółkowski w swoim dziele pokazał ją w wielkości zbliżonej do naturalnej. Tło jest fioletowe, nieco zróżnicowane, obraz podkreśla plastykę i blask metalu, a zastosowanie bocznego światła wydobywa misterność konstrukcji złotej róży.
Technika wykonania: pastel na papierze na tekturze.
Wymiary: wysokość 115 cm szerokość 50,5 cm.

## Opinie artystów, krytyków i historyków sztuki
Pierwsze prezentacje cyklu spotkały się z wielkim entuzjazmem ze strony środowiska artystycznego, krytyków i historyków sztuki. Zanim Skarbiec wawelski pokazano na wystawie w dolnej sali warszawskiej Zachęty w grudniu 1907 roku, już okrzyknięto go „imponującym".
W 1907 Tadeusz Jaroszyński twierdził, że Wyczółkowskiego „pociągała pyszna malowniczość skarbów wawelskich, zmurszała patyna odwiecznych materii, rdza żelaza, połysk złota i migotanie drogich kamieni” i oceniał, że oddanie przez artystę barw, szlachetnych kamieni i bogactwa przedmiotów ze skarbca zachwyca i nie budzi żadnych zastrzeżeń.
Zofia Skrobohata-Stankiewiczówna w 1908 pisała w „Bluszczu” o wrażeniu obecności rzeczywistych przedmiotów, a nie ich wizerunków w sali mieszczącej prace z cyklu. „Pastele Wyczółkowskiego to najwspanialsza martwa natura o jakiej tylko zamarzyć można w sztuce” – stwierdziła. Chwaliła użycie żywych, silnych kolorów przy jednoczesnej ich subtelności i prawdziwości. Zwróciła również uwagę na mistrzostwo i pewność artysty w nakładaniu barwnych plam.
Eligiusz Niewiadomski chwalił użycie techniki pastelu do oddania przedmiotów ze skarbca, twierdził, że Wyczółkowski „próbuje wszystkich tajemnic” pastelu i „dociera do granic możliwości".
Przygotowująca wstęp do katalogu wystawy pośmiertnej Leona Wyczółkowskiego w 1937 Maria Twarowska zwróciła szczególną uwagę na liryzm obrazów z cyklu Skarbiec wawelski, na bogaty przekaz w nich zawarty. Nazwała je kontynuacją polskiego malarstwa historycznego bez scen i aktorów. W późniejszej publikacji o Wyczółkowskim podkreśliła indywidualność każdego z dzieł z cyklu, a także ich portretowy charakter.
Jerzy Malinowski w artykule z 1977 roku zauważył szczególny zamysł w doborze skarbów przez artystę, który wskazuje na chęć przedstawienia szczególnej historii każdego z nich.

## Losy cyklu

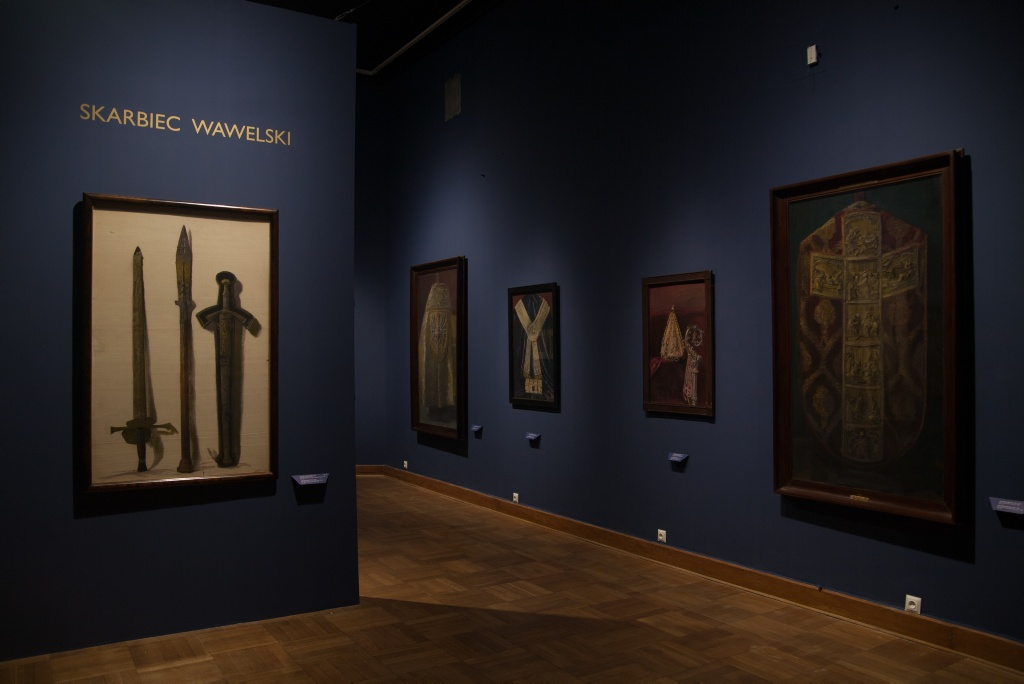
Cykl prezentowany na wystawie czasowej Mistrzowie pastelu w Muzeum Narodowym w Warszawie (listopad 2015 – styczeń 2016)

Pierwsza prezentacja Skarbca wawelskiego odbyła się w Salonie Artystycznym „Ars” w Krakowie w październiku 1907 roku. 11 grudnia tego samego roku rozpoczęła się wystawa poświęcona temu cyklowi obrazów w dolnej sali Zachęty w Warszawie. Leon Wyczółkowski chciał po tych wystawach pokazać cały cykl za granicą. Dłuższe podróże dzieł nie były jednak możliwe ze względu na delikatność techniki pastelu. Jedynie Sarkofag św. Stanisława został zaprezentowany w 1908 roku w Wiedniu i była to jak dotychczas jedyna prezentacja dzieła z cyklu poza terenem dzisiejszej Polski. W tym samym roku gotowość do zakupienia cyklu zadeklarował polski kolekcjoner sztuki Dominik Witke-Jeżewski. Chciał on przekazać dzieła Muzeum Narodowemu w Warszawie. Leon Wyczółkowski zaproponował jednak cenę, na którą kolekcjoner nie mógł się zgodzić i do zakupu ostatecznie nie doszło. W 1912 odbyła się kolejna prezentacja całego cyklu w warszawskiej Zachęcie.
16 lipca 1919 dzieła zostały zakupione przez Ministerstwo Sztuki i Kultury (cena: 30 000 polskich marek). Skarbiec wawelski tym samym stał się zaczątkiem Państwowych Zbiorów Sztuki, oficjalnie powołanych w 1922 roku. Początkowo obrazy te dekorowały ściany w pokoju stołowym w Pałacu Rady Ministrów. W 1926 pokazano je na wystawie Państwowych Zbiorów Sztuki na Zamku Królewskim w Warszawie. Od maja do lipca 1927 cykl prezentowano na wystawie Sztuka polska w zbiorach państwowych w Kamienicy Barczyków na Rynku Starego Miasta w Warszawie. W 1932 osiem pasteli ze Skarbca wawelskiego zaczęto eksponować w stałej Galerii Sztuki Polskiej utworzonej przez Państwowe Zbiory Sztuki w Kamienicy Barczyków w Warszawie. Ekspozycja ta trwała do 1937 roku, do czasu zorganizowania wielkiej, pośmiertnej, monograficznej wystawy dzieł Leona Wyczółkowskiego, gdzie pokazane zostały również pastele z cyklu Skarbiec wawelski. Po tej wystawie, w 1938 roku cykl został przekazany w depozyt Muzeum Narodowemu w Warszawie. Odtąd cały Skarbiec wawelski, z wyjątkiem Włóczni św. Maurycego był eksponowany w nowo utworzonej, stałej Galerii Sztuki Polskiej.
W czasach II wojny światowej naziści wywieźli Skarbiec wawelski z Warszawy. Powrócił on do Muzeum Narodowego w Warszawie w 1947 roku. W 1989 roku, mocą decyzji Ministra Finansów, cykl stał się własnością Muzeum Narodowego w Warszawie. W 2002 niektóre dzieła ze Skarbca wawelskiego zostały pokazane na wystawie w Muzeum Narodowym w Krakowie Leon Wyczółkowski 1852–1936. W 150. rocznicę urodzin artysty. W 2015 cały cykl zaprezentowany został w poświęconej mu sali na wystawie Mistrzowie pastelu. Od Marteau do Witkacego w Muzeum Narodowym w Warszawie.